# The Bluesmen
The Bluesmen byla československá hudební skupina, jedna z mála, která se plně orientovala na černošské rhythm and blues. Skupinu založili v roce 1966 v Olomouci vysokoškolští studenti, z nichž většina měla za sebou praxi v různých jazzových kapelách.

## Historie
Původní složení kapely od léta 1966 bylo následující:
- Jozef Karpaty – kytara,
- Zdeněk Kramář – baskytara,
- Jaroslav Vraštil – varhany,
- Vladimír Grunt – bicí,
- Petr Fiedler – zpěv, flétna, foukací harmonika.

Od roku 1967 ve skupině působil druhý zpěvák Jaromír Löffler. Kapela spolupracovala také s brněnskou zpěvačkou Hanou Ulrychovou. Na festivalu vysokoškolských beatových skupin v Českých Budějovicích 1967 obsadila kapela první místo.
V březnu 1968 zvítězila na budějovické Jazz-univerziádě. Po změnách v sestavě, už bez Ulrychové a Löfflera a s novými hudebníky Michalem Vosáhlem, Antonínem Nelešovským a Miroslavem Ryškou, zaujala kapela na 2. československém beatovém festivalu. V březnu 1969 získala kapela třetí vítězství na Jazz-univerziádě a cenu za nejlepší vlastní skladbu („Zase jeden týden nějak za námi“).
Kapela byla na dlouhodobém angažmá v Západním Německu, kde se střídala s brněnskou skupinou Atlantis v muzikálu Hair. Od léta 1970 hrála v následujícím složení:
- Jan Habáň – baskytara,
- Zdeněk Libiček – saxofon,
- Petr Jünglich – flétna,
- František Hrazdíra – bicí,
- František Mikulec – kytara,
- Michal Vosáhlo – varhany.

Pohostinsky vystupoval zpěvák Petr Fiedler.
V tomto složení se v dubnu 1971 zúčastnila 3. československého beatového festivalu, kde ale nezaujala. Od roku 1972 pokračovala už jako taneční kapela pod názvem Blíženci.

## Diskografie

### EP
- 1968 – Zpívej mi dál / Story o velké lásce / Kdo pod oknem stává / Nevidomá dívka

### Singly
- 1968 – A proto se bojím mít tě rád / Proč nemohu spát
- 1970 – Proč nemohu spát / The House Full of Blues